# Pulwama
Pulwama est une ville indienne située dans le district de Pulwama dans le territoire du Jammu-et-Cachemire. En 2011, sa population était de 18 440 habitants.